# Euphorbia meloformis
Euphorbia meloformis là một loài thực vật có hoa trong họ Đại kích. Loài này được Aiton mô tả khoa học đầu tiên năm 1789.

## Hình ảnh

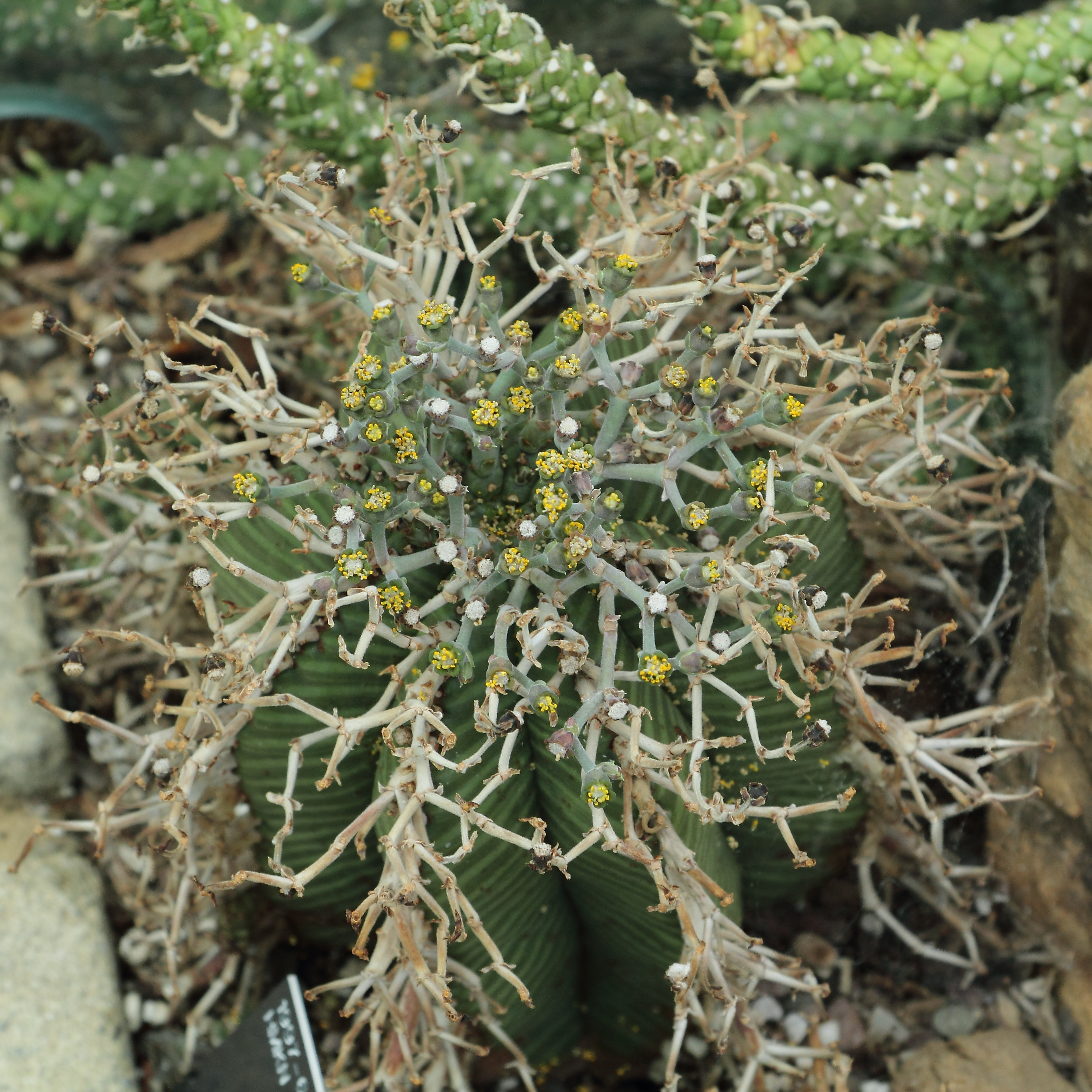
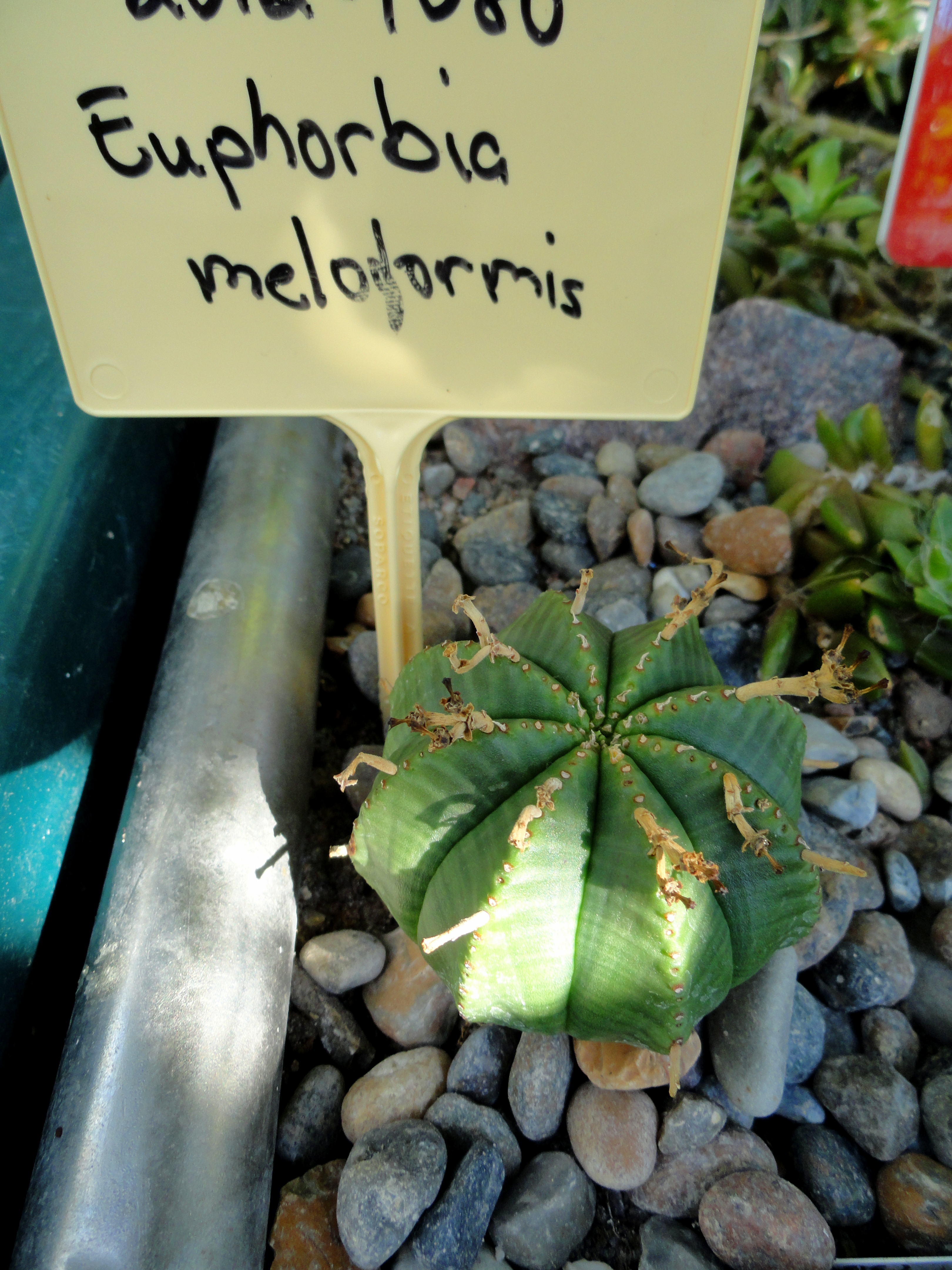
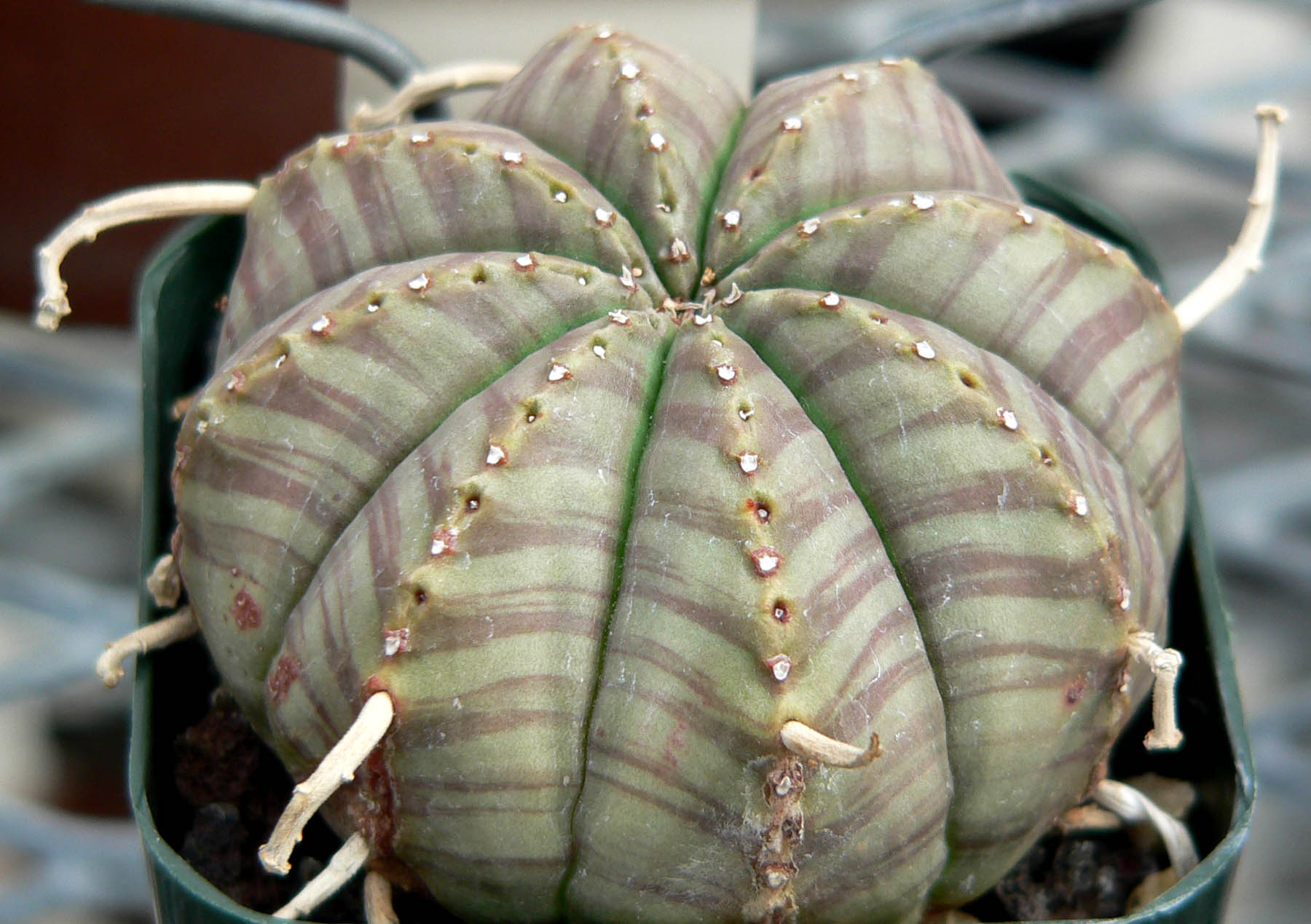
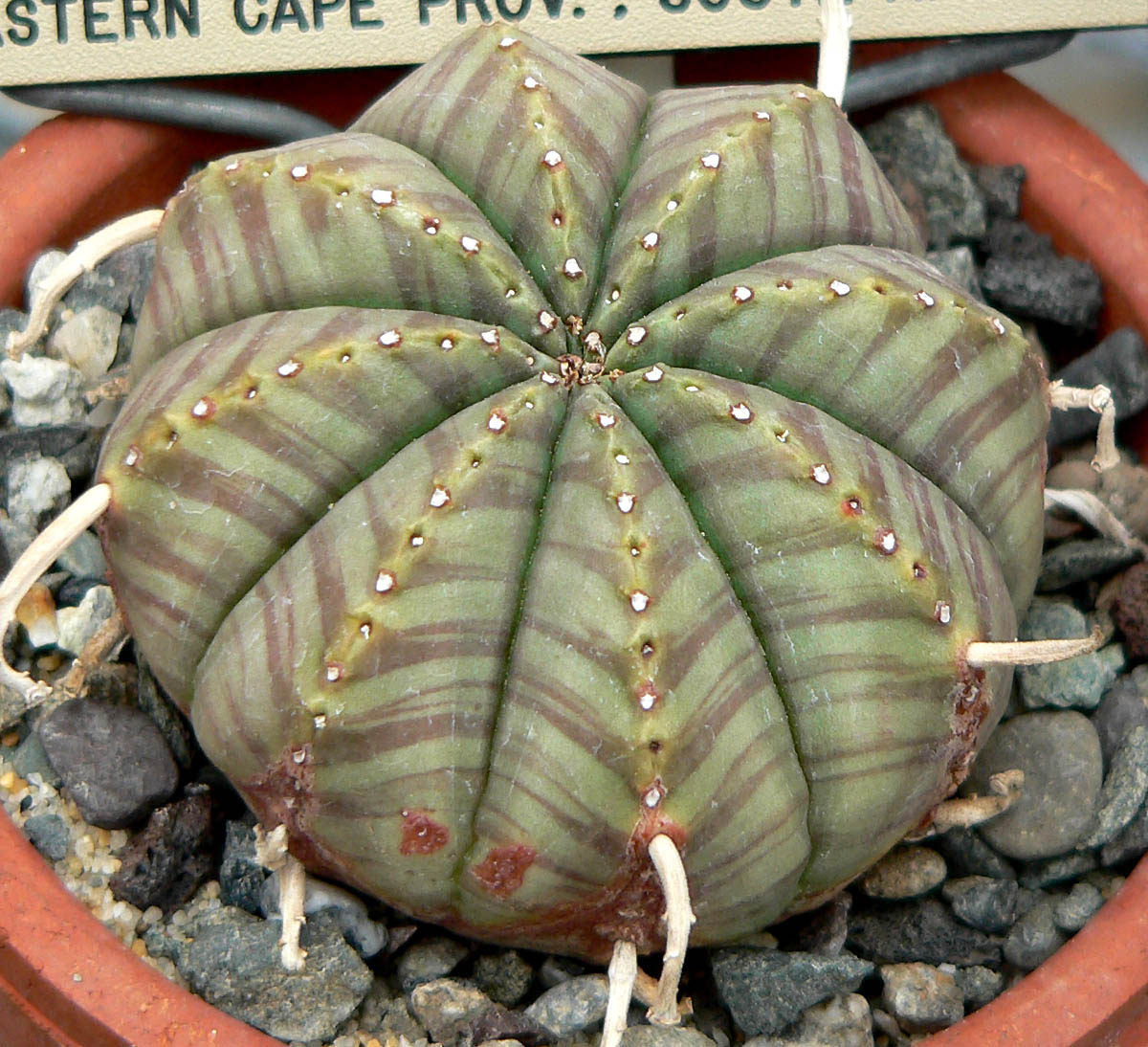
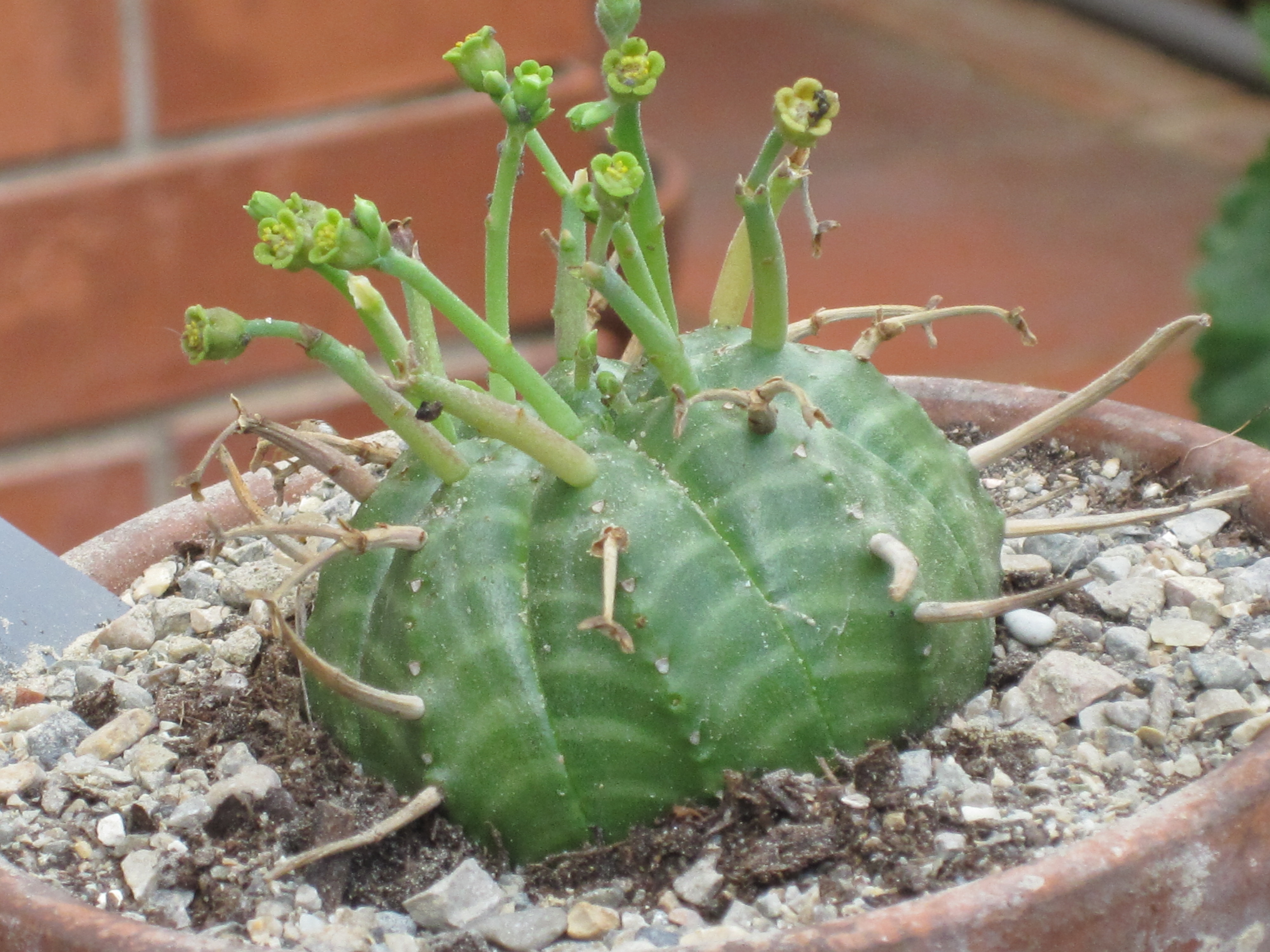
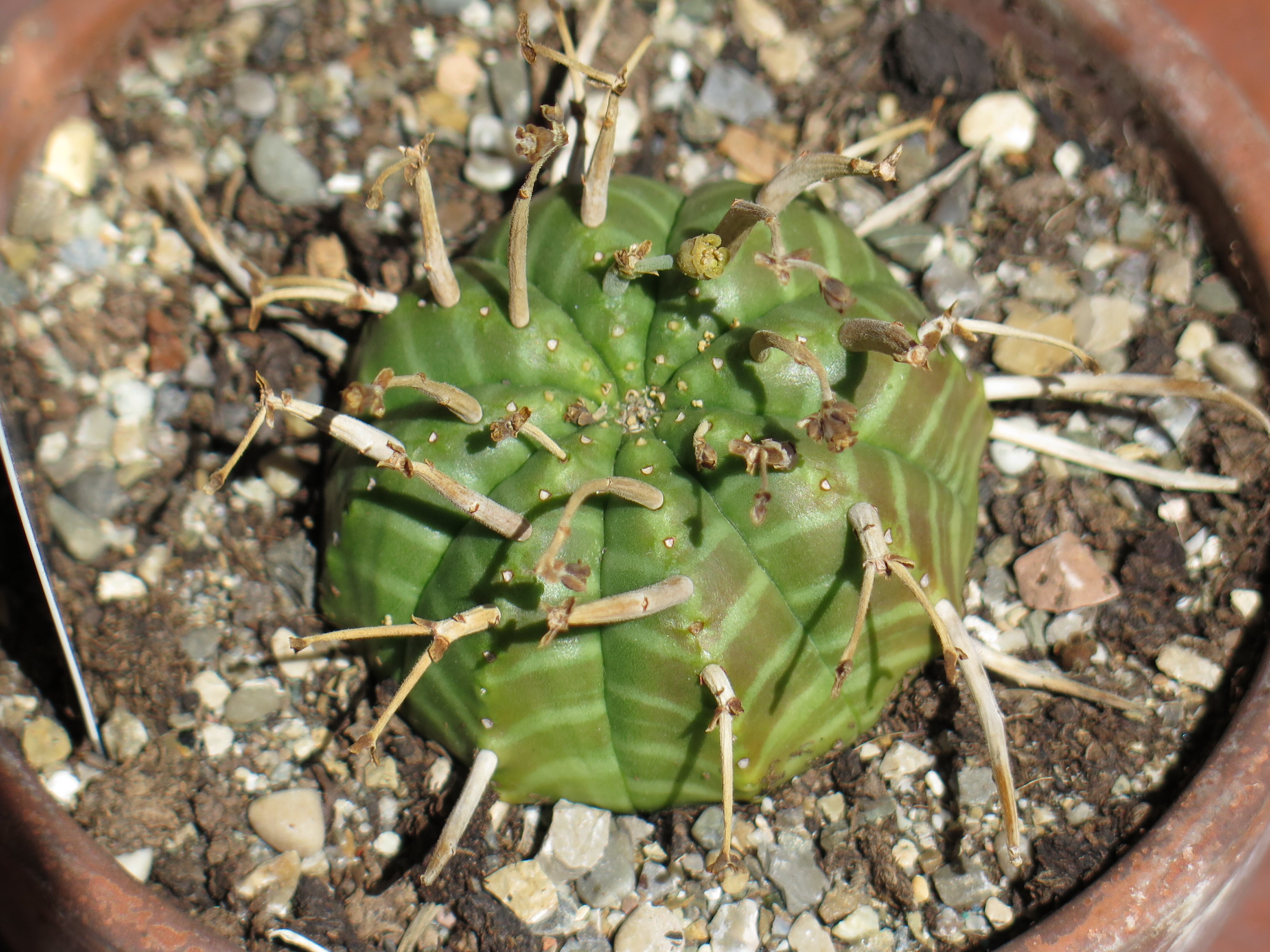